# Fiorini (Croazia)
Fiorini (così anche in croato) è un insediamento croato nel comune di Verteneglio, in Istria.

## Storia

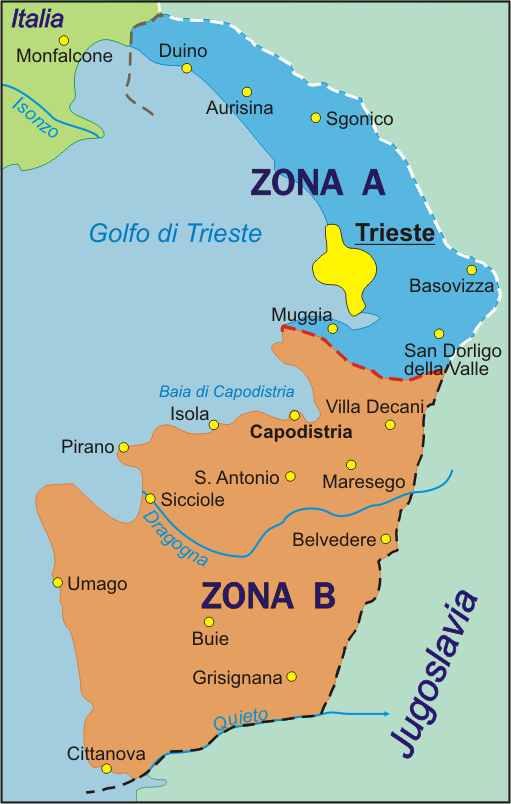
Nella zona B del Territorio Libero di Trieste gli italiani erano il 70% della popolazione.

Venezia controllò Fiorini dal 1358 fino alla sua caduta nel 1797. In seguito al Trattato di Campoformio, passò all'Impero austro-ungarico dal 1797 al 1803. Nel 1803 il paesino fu occupato dai Francesi, e posto sotto il governo di Trieste. Nel 1805 Fiorini entrò a far parte del Regno d'Italia. Nel 1813, dopo la caduta di Napoleone tornò nuovamente sotto il dominio dell'Impero Austriaco.
La cittadina fu un centro irredentista nell'Istria asburgica e dopo la prima guerra mondiale la cittadinanza accolse di buon grado l'annessione all'Italia, nella Provincia di Pola. In tutti i censimenti effettuati sin dal XIX secolo e fino agli anni cinquanta, la popolazione si dichiarava in assoluta maggioranza di lingua italiana.
Dopo la seconda guerra mondiale la cittadina entrò a far parte del Territorio Libero di Trieste, in realtà rimane sotto occupazione militare jugoslava. L'amministrazione Comunista Jugoslava era ostile alla nazionalità italiana e ne conseguì l'esodo istriano, per sfuggire alla pulizia etnica.
Negli anni cinquanta gli italiani, rassegnatisi all'idea che il paese sarebbe definitivamente passato nelle mani della Jugoslavia ed anche a seguito di pressioni, intimidazioni e discriminazioni (quali il divieto assoluto di parlare in italiano), abbandonarono in massa la località.
Dal 1991 il paesino fa parte del comune di Verteneglio (nel quale il 41,29% della popolazione parla italiano) e fa parte della Croazia.

## Società

### Evoluzione demografica
| 1880 | 1890 | 1900 | 1910 | 1948 | 1953 | 1961 | 1971 | 1981 | 1991 | 2001 | 2011 |
| 179  | 284  | 234  | 253  | 340  | 227  | 228  | 223  | 256  | 272  | 145  | 160  |